# Princípio da saisine
No direito das sucessões, o princípio da saisine, direito da saisine ou também saisina, é uma ficção jurídica pela qual os bens e direitos de um falecido transmitem-se imediatamente a seus herdeiros no momento da morte, mesmo que ainda não tenha sido feito inventário e partilha. Desse modo, evita-se que os bens fiquem "acéfalos", isto é, sem donos. O termo vem do brocardo do direito francês medieval "le mort saisit le vif", algo como "o morto investe na posse [de seus bens] o vivo".
O instituto foi inserido no direito lusitano com a publicação do Alvará de 9 de novembro de 1754, posteriormente confirmado pelo Assento de 16 de fevereiro de 1776. Atualmente, encontra-se positivado expressamente no artigo 1.784 do Código Civil brasileiro e no 1.317º, b, do Código Civil português.